# Jan van Vliet
Jan van Vliet (11 de abril de 1622 – 18 de março de 1666), também conhecido pelo seu nome em latim, Janus Ulitius, foi um dos pioneiros da filologia germânica do século XVII.
Van Vliet provavelmente nasceu em Middelburg, nos Países Baixos, porém cresceu em Haia. De 1637 a 1641 estudou na Universidade de Leiden, onde cursou arte e cultura clássicas e, posteriormente, direito. Após completar seus estudos, empreendeu uma Grand Tour, na qual passou pela Grã-Bretanha e França, onde reuniu material para a sua primeira publicação, o Venatio novantiqua (1645), uma edição de poesia latina sobre o tema da caça. Também escreveu um diário de suas viagens, que atesta sua fluência em seis idiomas na época.
Ao retornar ao seu país natal, em 1643, Van Vliet começou a trabalhar como advogado, e no ano seguinte se casou. Sua carreira legal não foi particularmente bem-sucedida, e após alguns anos deixou a capital e se instalou na cidade de Breda, onde conseguiu alguma prosperidade, tornando-se eventualmente o escrivão da cidade sob o patrocínio da Casa de Orange.
Na década de 1650 seus dois interesses, as línguas antigas e a história dos Países Baixos o levaram a começar a estudar as histórias do neerlandês e das línguas germânicas em geral. Este não era um campo de estudos popular na época, em que as línguas históricas tidas como merecedoras da atenção acadêmica eram o grego, o latim e o hebraico. Esta mudança de interesse criou alguma tensão entre Van Vliet e diversos de seus amigos, que não se conformavam ao ver um homem que consideravam um latinista estudando assuntos menores; existe uma carta de Nicholas Heinsius, colega de estudos de Van Vliet em Leiden, endereçada "a Ulitius, autoridade nas antiguidades, tanto bárbaras e acadêmicas", uma crítica críptica que parece não ter passado despercebida. Apesar desta reprovação tácita, Van Vliet começou a estudar livros e manuscritos antigos em diversos dos idiomas germânicos, incluindo o inglês.
Em 1659 passou a se corresponder regularmente com seu célebre contemporâneo, Franciscus Junius, que então morava na Inglaterra, porém visitava os Países Baixos com frequência. Seu interesse comum no estudo e coleção de manuscritos formou uma intensa amizade, e Van Vliet parece ter usado consideravelmente a biblioteca de Junius nos estudos realizados em seus últimos anos de vida.
Van Vliet morreu em Breda, em março de 1666. Tinha contraído dívidas consideráveis no fim da vida, e por este motivo diversos de seus objetos pessoais foram leiloados em Haia para pagá-los; entre eles estavam sua biblioteca, que de acordo com o catálogo do leilão continha 1.249 livros, incluindo oito manuscritos. Pelo menos um destes foi comprado por Junius, o manuscrito único do Ormulum. É por ter sido o primeiro proprietário conhecido deste manuscrito em tempos modernos que Van Vliet é lembrado nos dias de hoje.